# Bryum gracilisetum
Bryum gracilisetum là một loài rêu trong họ Bryaceae. Loài này được Hornsch. mô tả khoa học đầu tiên năm 1840.